# 弗里倫湖
47°45′56″N 12°49′2″E / 47.76556°N 12.81722°E

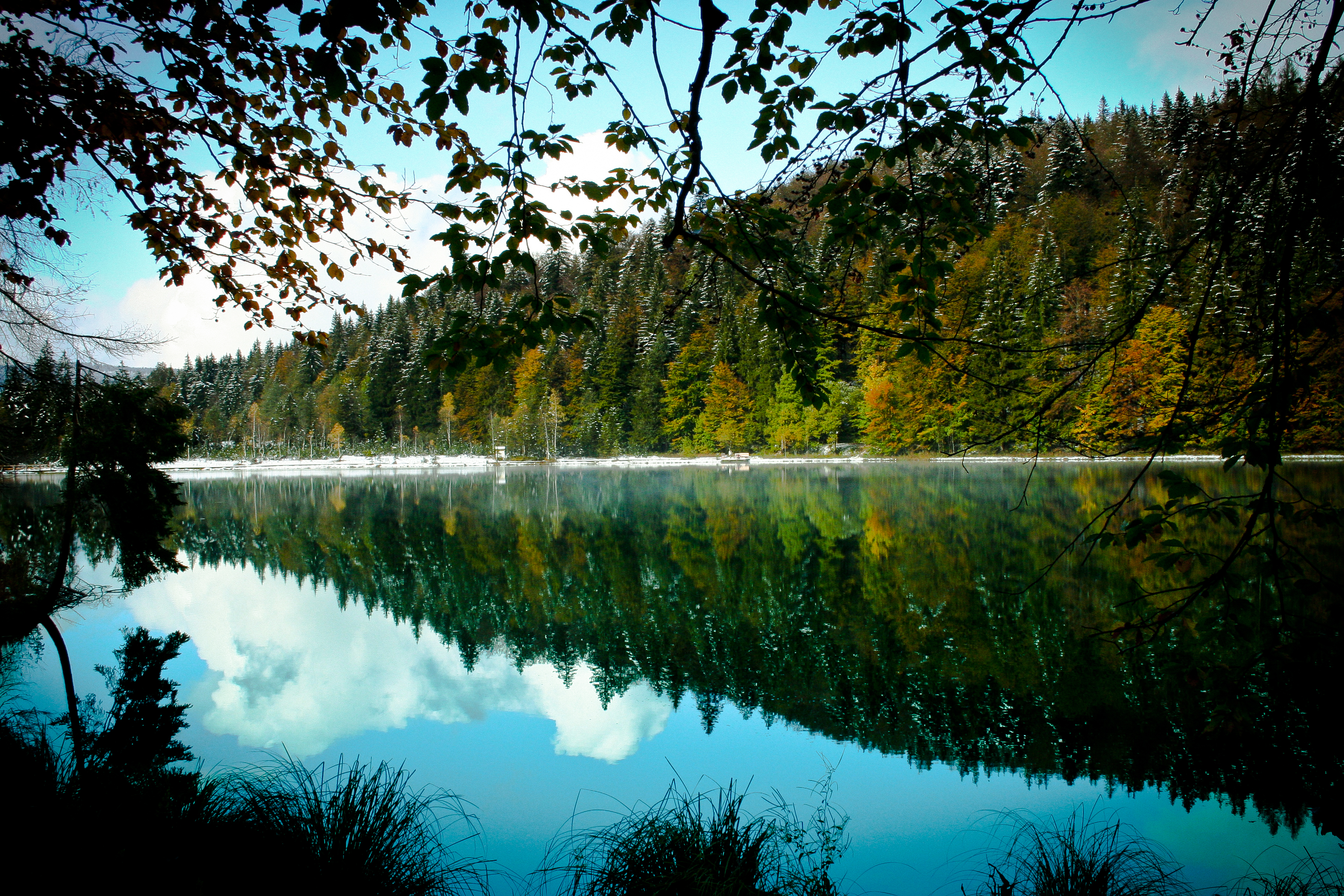

弗里倫湖（德語：Frillensee），是德國的湖泊，位於該國東南部，由巴伐利亞州負責管轄，處於因采爾，長0.3公里、寬0.1公里，面積0.04平方公里，海拔高度922米，平均水深4米，最大水深8米，水體容量16.5萬立方米，湖岸線長度0.9公里。